# Harry Haythrow
Harry Haythrow, född 6 maj 2006 i Ljungby kommun i Kronobergs län, är en svensk varmblodig travhäst som tävlade mellan 2009 och 2018. Under sin tävlingskarriär tränades han av sin skötare och ägare Johnny Johansson i Ljungby. Hans hemmabana var Halmstadtravet. Han är den häst som har gjort flest rikstotostarter i rad, med hela 69 stycken. Han gjorde sin 100:e rikstotostart (V75-start) i karriären den 17 mars 2018 då han startade i Steinlagers Äreslöp på Momarken Travbane.
Harry Haythrow sprang in 4,9 miljoner kronor på 145 starter varav 15 segrar, 23 andraplatser och 23 tredjeplatser. I merparten av loppen han startade i sprang han in pengar. Han tog karriärens största segrar i Gulddivisionen (maj 2013, aug 2013, nov 2013, mars 2014, jan 2015, juli 2016). Han har även kommit på andraplats i H.K.H. Prins Daniels Lopp (2013) och C.L. Müllers Memorial (2013) samt på tredjeplats i Svenskt Mästerskap (2013).
Harry Haythrow kördes oftast av Peter Untersteiner.